# دون كواري
دونالد أورايلي كواري سي دي (من مواليد 25 فبراير 1951) عداء جامايكي سابق في سباقات المضمار والميدان متخصص في سباق 100 متر وسباق 200 متر، وهو أحد أفضل العدائين في العالم خلال السبعينيات. في دورة الألعاب الأولمبية الصيفية لعام 1976 ، كان صاحب الميدالية الذهبية في سباق 200 متر الأولمبي والميدالية الفضية في سباق 100 متر الأولمبي ، شارك في خمس ألعاب أولمبية وفاز بأربع ميداليات أولمبية خلال مسيرته.

## روابط خارجية
- نبذة عن دون كواري  على موقع الاتحاد الدولي لألعاب القوى